# Ромбіно (гміна)
Гміна Ромбіно (пол. Gmina Rąbino) — сільська гміна у північно-західній Польщі. Належить до Свідвинського повіту Західнопоморського воєводства.
Станом на 31 грудня 2011 у гміні проживало 3864 особи.

## Територія
Згідно з даними за 2007 рік площа гміни становила 180.00 км², у тому числі:
- орні землі: 56.00%
- ліси: 37.00%

Таким чином, площа гміни становить 16.47% площі повіту.

## Населення
Станом на 31 грудня 2011:
| Опис     | Загалом | Загалом | Чоловіки | Чоловіки | Жінки | Жінки |
| -------- | ------- | ------- | -------- | -------- | ----- | ----- |
| одиниця  | осіб    | %       | осіб     | %        | осіб  | %     |
| все      | 3864    | 100     | 2019     | 52.25    | 1845  | 47.75 |
| міське   | 0       | 100     | 0        |          | 0     |       |
| сільське | 3864    | 100     | 2019     | 52.25    | 1845  | 47.75 |

## Сусідні гміни
Гміна Ромбіно межує з такими гмінами: Білоґард, Полчин-Здруй, Свідвін, Славобоже.